# Kornbrand
Kornbrand, in Abhängigkeit vom Alkoholgehalt auch als Korn bezeichnet, ist ein alkoholhaltiges Getränk, das aus Getreide hergestellt wird und zu den klaren Bränden unter den Spirituosen gehört.
Ein Korn muss einen Alkoholgehalt von mindestens 32 Volumenprozent haben. Ab einem Alkoholgehalt von 37,5 Volumenprozent darf die Bezeichnung Kornbrand verwendet werden. Hier hat sich am Markt die Bezeichnung Doppelkorn mit 38 Volumenprozent durchgesetzt.
Zur Herstellung sind nur die Getreidesorten Roggen, Weizen, Gerste und Hafer sowie das Pseudogetreide Buchweizen zulässig. Die meisten Kornbrände basieren auf Roggen oder Weizen; Hafer und Buchweizen spielen kaum eine Rolle. Gerste wird vorwiegend verwendet, um das benötigte Malz für den Maischprozess zu gewinnen.

## Historisches
Korn wird wahrscheinlich seit dem 15. Jahrhundert in Deutschland hergestellt. Sicher belegt ist die Existenz seit dem Jahr 1507: Aus einem auf dieses Jahr datierten Beschluss der Stadt Nordhausen geht hervor, dass eine Steuer auf Korn verhängt wurde. Im Jahr 1545 wurde ein erstes Kornbrennverbot verhängt. Ein Dekret des Magistrats der Stadt Nordhausen verbot, Korn oder Malz für die Herstellung von Branntwein zu verwenden. Historiker gehen davon aus, dass sich die Bierbrauer gegen die Kornbrand-Konkurrenz, die das Getreide verteuerte, zur Wehr setzen wollten. Das Verbot wurde jedoch knapp 30 Jahre später – im Jahr 1574 – bereits wieder gelockert und schließlich vollständig aufgehoben, sodass das Brennen von Korn Ende des 16. Jahrhunderts zunehmend einen wichtigen Wirtschaftsfaktor darstellte. Im 17. Jahrhundert ging die Kornproduktion aufgrund des 1618 beginnenden Dreißigjährigen Krieges und der damit verbundenen Getreide- und Malzknappheit stark zurück, erholte sich nach seinem Ende aber schnell wieder.
Mitte des 19. Jahrhunderts wurden die Marktbedingungen für Korn schwieriger, da Alkohol aus Kartoffeln deutlich günstiger gebrannt werden konnte. Teilweise – auch aufgrund des Aufkommens von Korngewürz, das Fremdstoffe kaschieren konnte – wurde daher Korn mit Kartoffelbrand gepanscht. Gleichwohl gab es das erste Reinheitsgebot für das Brennen von Kornbränden bereits ab 1789. Die Verordnung der Stadt Nordhausen legte fest, dass wenigstens zwei Drittel Roggen und höchstens ein Drittel Gerste verwendet werden mussten. Im 19. Jahrhundert entwickelte sich dann vor allem im Ruhrgebiet die Kornbrenner-Industrie. Zu den bekanntesten Kornbrennern gehörte unter anderem der Vater des späteren Reichskanzlers Otto von Bismarck, der seit 1799 eine familieneigene Brennerei besaß. Im selben Zeitraum geriet der Korn abermals durch die Etablierung der kostengünstigen Kartoffelbrennerei unter Druck. 1909 wurde dann ein deutschlandweites Reinheitsgebot erlassen. Bedingt durch den Ersten Weltkrieg verknappte sich die Produktion des Korns zunächst aufgrund der zunehmenden Nahrungsmittelknappheit, die schließlich in einem Verbot des Ausschanks von alkoholischen Getränken mündete. Wenngleich durch die Versorgung der Armee noch wenige Brennereien den Betrieb aufrechterhalten konnten, führte insbesondere die Konfiszierung des Kupfer-, Messing-, Rotguss- und Bronzeinventars zugunsten der Rüstungsindustrie zu weiteren Schließungen. Sechs Jahre nach dem Ersten Weltkrieg, ab 1924, wurde das Brennen wieder erlaubt. Die ab 1929 einsetzende Weltwirtschaftskrise, vor allem aber das ab 1936 in der Zeit des Nationalsozialismus verhängte Verbot der Herstellung von Korn verhinderte jedoch vorerst eine Renaissance der Kornbrennerei. Erst die Aufhebung des Verbots in der Bundesrepublik Deutschland im Jahr 1954 führte zu wachsenden Herstellungs- und Verbrauchsmengen und einer erhöhten Beliebtheit des Getränks. In den 1960er Jahren traten mit Fruchtsaft aromatisierter Korn, deren bekanntester Vertreter der Apfelkorn ist, auf den Markt. In den folgenden Jahrzehnten sank die Beliebtheit des Getränkes. In jüngerer Vergangenheit sind einige edle Varianten auf den Markt getreten; zudem profitiert der Korn von der wieder zugenommenen Beliebtheit von Cocktails.
Zum Stichtag am 1. Oktober 1986 lagen 205 der 429 westdeutschen Kornbrennereien im Bereich der ehemaligen Landwirtschaftskammer Westfalen-Lippe.

## Herstellung
Das Getreide wird in Schrotmühlen vermahlen und anschließend mit heißem Wasser verkleistert: Es entsteht die sogenannte Sauermaische. Ihr wird enzymreiches Malz zugesetzt, um eine Verzuckerung der Getreidestärke zu erreichen. Die entstandene Süßmaische wird abgekühlt und mit Hefe vergoren, es bildet sich Ethanol (Trinkalkohol). Danach erfolgt der eigentliche Brennvorgang. Der in Form von Dampf entweichende Alkohol wird einer Mehrfachdestillation unterzogen, um unerwünschte Geruchs- und Geschmacksstoffe zu entziehen. Das entstandene hochprozentige Kornfeindestillat (Rohalkohol mit ca. 85 % Vol.) wird mit Wasser verdünnt. Zur Abrundung und Harmonisierung ihres Buketts werden hochwertige Kornbrände über Eichenholz gelagert oder typisiert, anschließend auf Trinkstärke herabgesetzt und in Flaschen abgefüllt.
Die als Nebenprodukt beim Brennen anfallende Schlempe dient als hochwertiges Futtermittel für Rinder, Schweine und Schafe.
Für den Geschmack des Getränkes gilt das zur Herabsetzung verwendete Wasser als mitentscheidend. Meist wird Quellwasser verwendet.

## Kornherstellung in Deutschland

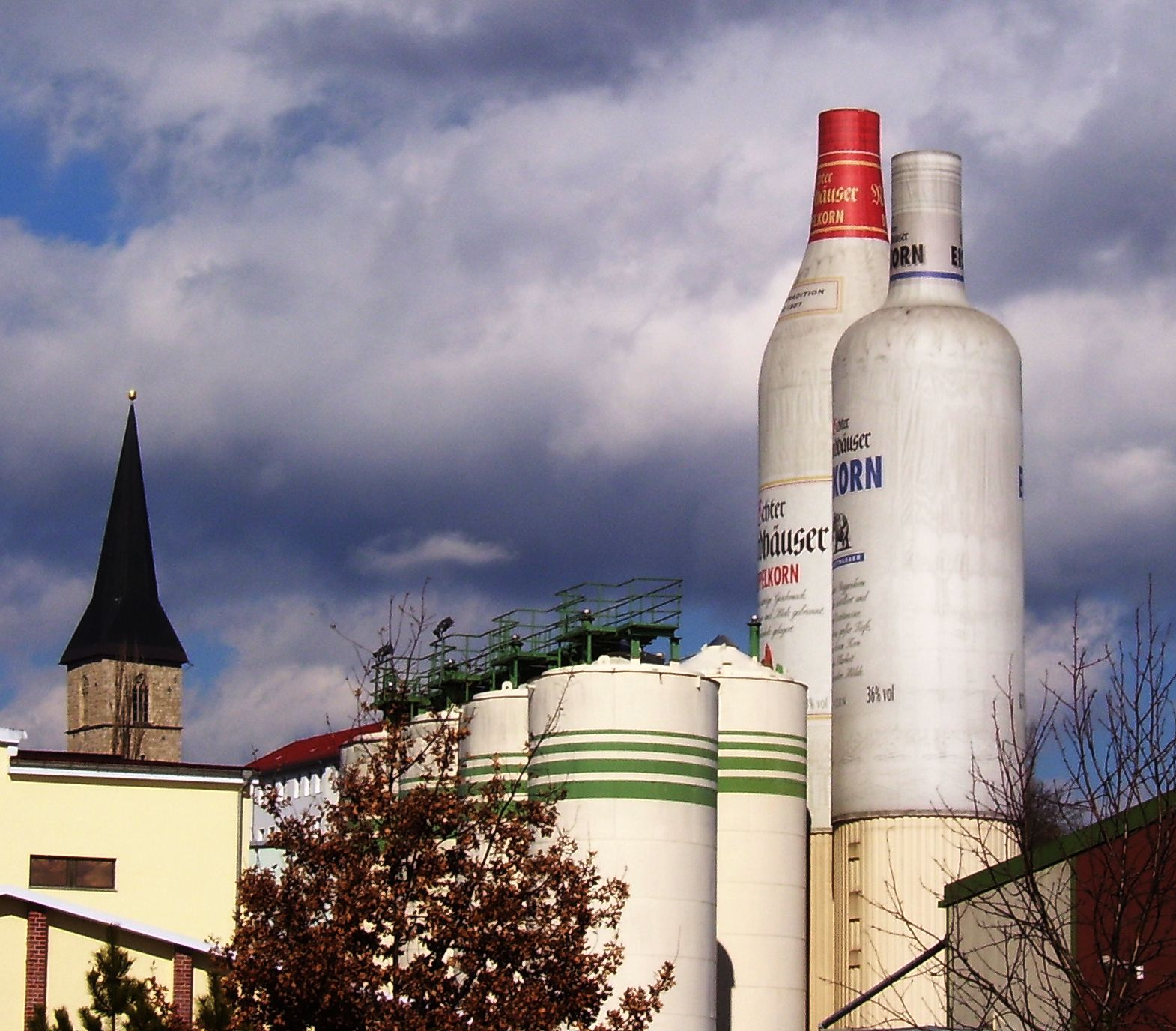
Kornbrennerei in Nordhausen

Der größte Teil der industriellen Kornherstellung in Deutschland konzentriert sich auf einige wenige Standorte: Bad Oldesloe in Schleswig-Holstein (Oldesloer Korn), Nordhausen im nördlichen Thüringen, Haselünne im niedersächsischen Emsland sowie Oelde in Westfalen. In Nordhausen stellt die Tochter der Rotkäppchen-Mumm Sektkellereien Echter Nordhäuser Spirituosen GmbH die Kornbrände der Marke Echter Nordhäuser her. In Haselünne sind die Brennereien Berentzen, Heydt und Rosche ansässig und mit gleichnamigen Produkten am Markt. Erstere vertreibt Kornbrand eigener Herstellung auch unter der traditionsreichen Marke Doornkaat, welche in Norden (Ostfriesland) ansässig war und aufgekauft wurde. In Oelde befindet sich der Stammsitz von Schwarze & Schlichte, die seit 1664 Korn brennen. Ein weiterer bekannter Hersteller ist die Hardenberg-Wilthen AG (Hardenberger) im Süden Niedersachsens.
Zu den kleineren Brennereien gehören die 1707 erstmals urkundlich erwähnte Feinbrennerei Sasse in Schöppingen. Zudem die seit 1807 bestehende Kornbrennerei J. Hullmann in Oldenburg, deren Produkte Heydt vertreibt, und die Alte Mackenstedter Kornbrennerei Hans Turner seit 1750 in Groß-Mackenstedt bei Bremen. Die Kornbrennerei Johann Heinrich Sallandt in Burgsteinfurt/Westf. wurde 1739 gegründet. Die Kornbrennerei Büchter in Castrop-Rauxel existiert seit dem Jahr 1880. Die Kornbrennerei Schmittmann in Düsseldorf besteht seit 1818. Die letzte bergische Kornbrennerei ist die Firma Hoffer Alter mit Sitz im Rösrather Ortsteil Hofferhof, die auch das älteste aktive Unternehmen in Rösrath ist. Dort werden auch die bergischen Spirituosen der Marken „Hoppenhaus“ und „Bruchhaus“ produziert. Im osthessischen Schlitz gibt es die 1585 gegründete Schlitzer Korn- & Edelobstbrennerei. Im niedersächsischen Glandorf brennt die 1801 gegründete Brennerei Schierhölter Korn. Etwa zum gleichen Zeitpunkt (1802) beginnt im Schleswig-Holsteinischen Kreis Herzogtum Lauenburg die Hamfelder Dampf-Kornbrennerei ihre bis heute geführte Traditionsfabrikation. Im münsterländischen Raesfeld befindet sich die 1832 gegründete Kornbrennerei J. Böckenhoff.

## Verwendung
Korn wird meist pur als Kurzer getrunken. Daher stammt auch der Spruch: "Denn nur Korn bringt uns nach Vorn" oder "Der gibt gleich Pfötchen". Dies sind bei Kegelclubs sowie im ländlichen Raum beliebte Trinksprüche.
Populär ist er auch als Teil eines Herrengedecks, bei dem der Korn zusammen mit einem Bier serviert wird. Schließlich wird Korn auch in Kombination mit Cola als Cola-Korn getrunken. Eine weitere sehr verbreitete Zubereitungsart ist das sogenannte "Bachwasser" (in Baden auch "Bächlewasser"), welches aus einer Mischung von Korn, Wasser und Krümel-Tee besteht. Eher selten wird Korn als Grundlage von Cocktails verwendet; dennoch existieren diese, so beispielsweise der Korn Kir oder der Jämmerling. Zudem besteht die Möglichkeit, bei Cocktails auf Wodkabasis letzteren durch Korn zu ersetzen.

## Marktüberblick

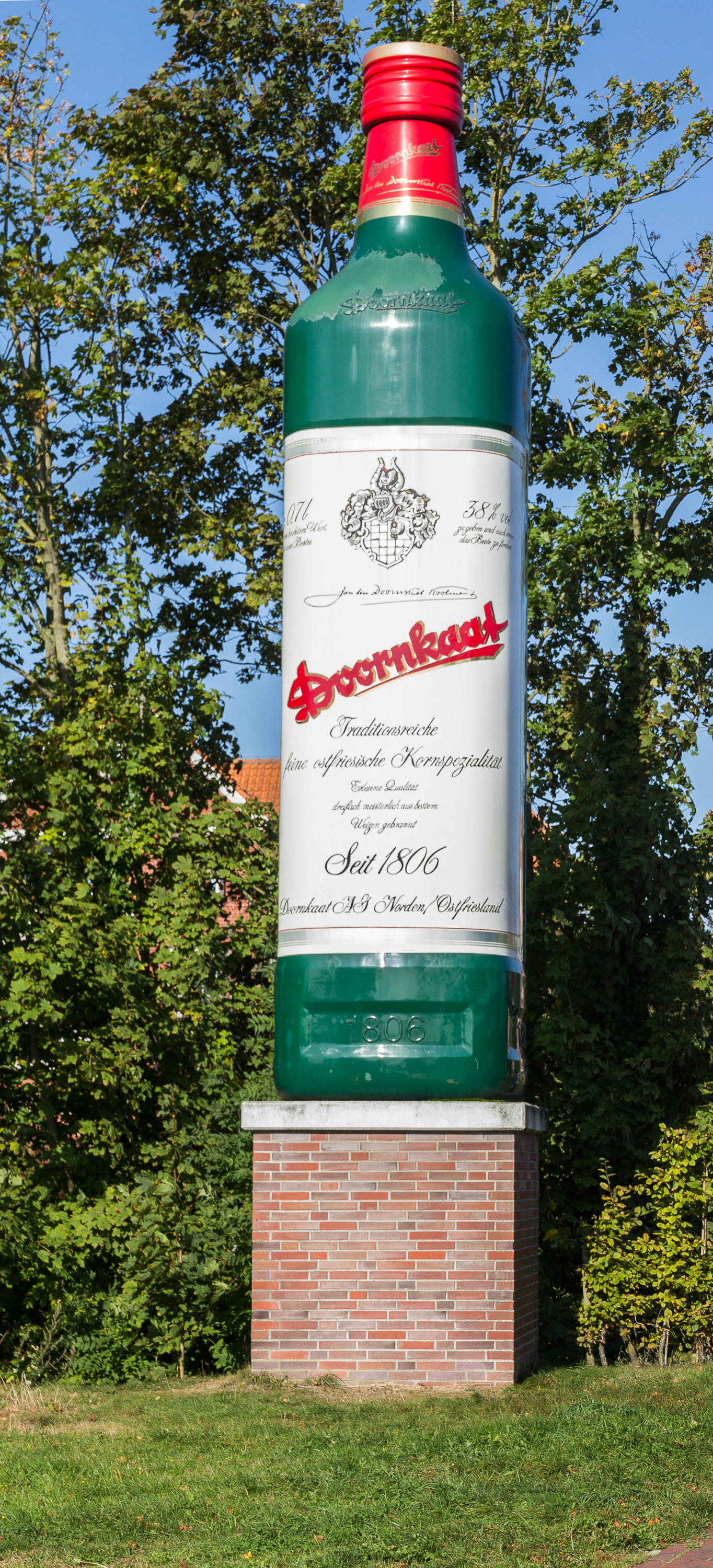
Doornkaat-„Denkmal“ in Norden (Ostfriesland)

Der Anteil von Korn an der Gesamtmarktproduktion aller Spirituosenarten in Deutschland lag 2016 bei 8,6 %. Der Anteil am Gesamtmarktangebot aller Spirituosenarten am Gesamtmarktangebot betrug – zusammen mit anderen klaren Spirituosen – 14,8 %.
Der Gesamtumsatz mit Korn lag 2016 bei rund 115 Millionen Euro, der von Doppelkorn bei rund 72,5 Millionen Euro.

## Rechtliches
Die rechtlichen Grundlagen zur Benennung von Korn und Kornbrand finden sich in der Verordnung über bestimmte alkoholhaltige Getränke (AGeV). Die entsprechenden Vorschriften basieren wiederum wesentlich auf der Verordnung (EG) Nr. 110/2008 (Spirituosenverordnung), deren Gegenstand vornehmlich die Begriffsbestimmung, Bezeichnung, Aufmachung und Etikettierung von Spirituosen ist.
Gemäß § 9a Abs. 1 AGeV müssen vier Bedingungen erfüllt sein, damit das Enderzeugnis die Verkehrsbezeichnung Korn oder Kornbrand tragen darf:
1. Die Herstellung, einschließlich die des Destillates, und die Herabsetzung auf Trinkstärke mit Wasser muss im Inland, in Österreich oder in der Deutschsprachigen Gemeinschaft Belgiens erfolgt sein
2. Die Herstellung des Destillates erfolgte ausschließlich durch Destillieren von vergorener Maische aus dem vollen Korn von Weizen, Gerste, Hafer, Roggen oder Buchweizen mit allen seinen Bestandteilen oder durch erneutes Destillieren eines der zuvor genannten Destillate
3. Dem Erzeugnis sind keine Lebensmittel-Zusatzstoffe zugesetzt worden
4. Der Alkoholgehalt der fertigen Spirituose beträgt
  - im Falle von „Korn“ mindestens 32 Volumenprozent
  - im Falle von „Kornbrand“ mindestens 37,5 Volumenprozent.

Geschützt sind gemäß § 9a Abs. 2 AGeV für Korn beziehungsweise Kornbrand zudem die Zusätze „Münsterländer“, „Sendenhorster“, „Bergischer“, „Emsländer“, „Haselünner“ und „Hasetaler“. Der frühere Begriff „Kornbranntwein“ ist nicht mehr zulässig, um Verwechselungen mit einer Spirituose aus Wein (siehe Weinbrand) zu vermeiden.
Wie alle Spirituosen unterlag Korn bis zum 31. Dezember 2017 in Deutschland der Branntweinsteuer.